# 細眼擬強牙齒口魚
細眼擬強牙齒口魚（学名：Odontostomops normalops）为齿口鱼科擬強牙齒口魚属的鱼类，俗名细眼齿口鱼。分布于太平洋、大西洋以及南海等海域，一般栖息于热带和亚热带海域，為深海魚類，深度400-1000公尺，體長可達12.3公分，棲息在中層水域，生活習性不明。